# 하르모디우스와 아리스토게이톤의 조각상

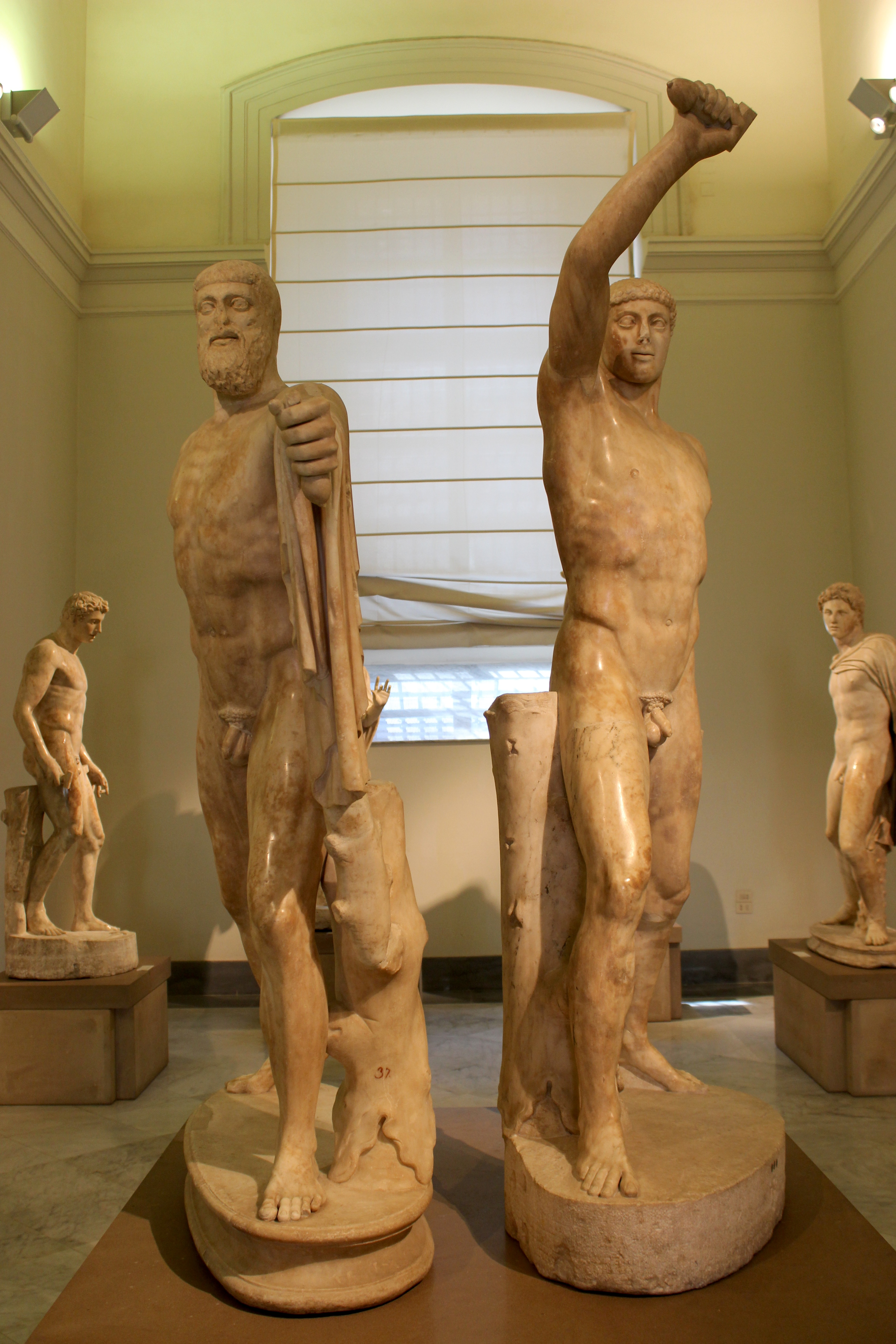
나폴리의 하모디우스와 아리스토게이톤의 조각상. 지금은 전해지지 않는 아테네의 원본 동상을 고대 로마 시대에 대리석상으로 복제한 것이다.다.

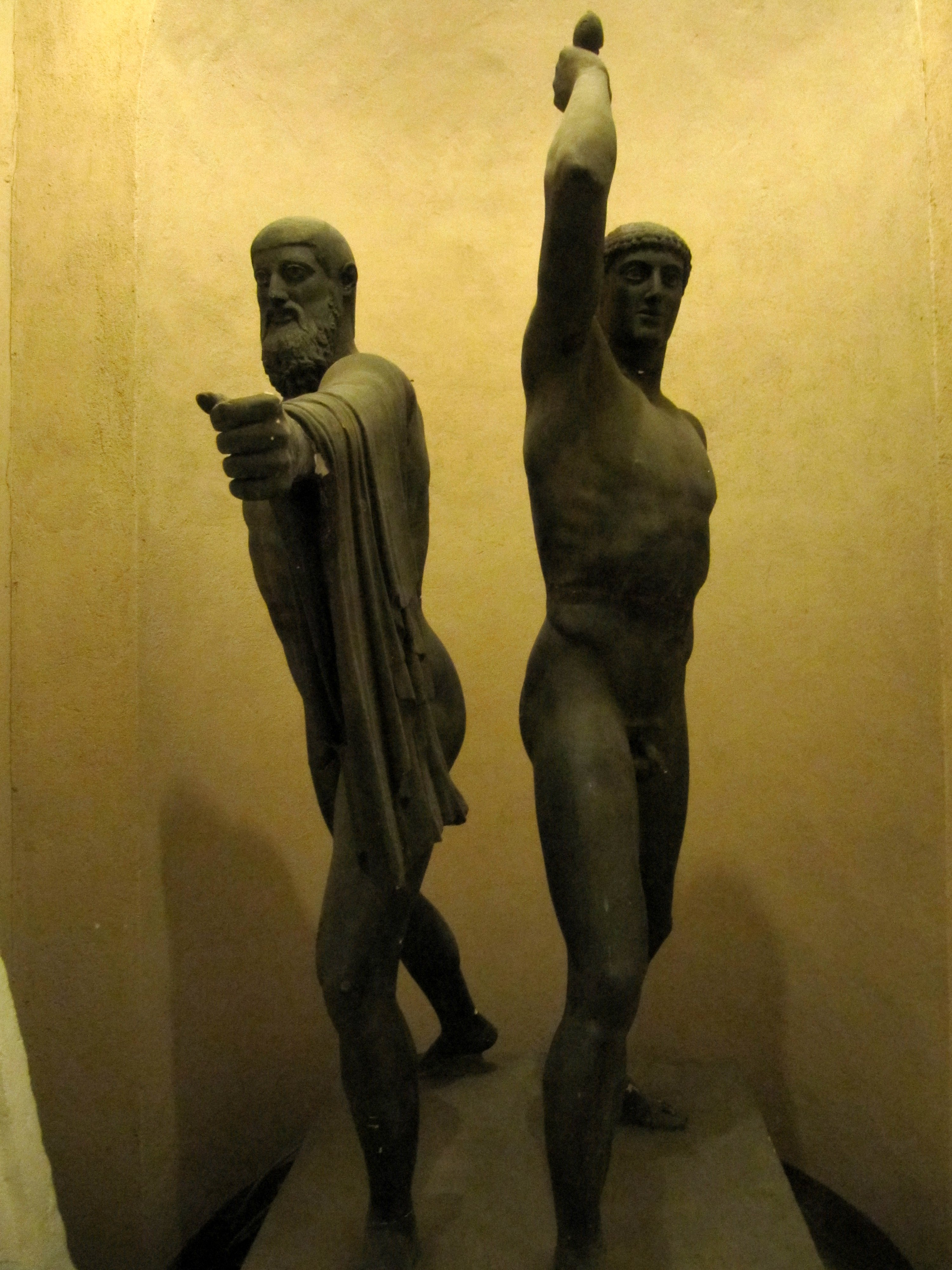
프랑스 스트라스부르 대학궁전에 소장된 아돌프 미카엘리스의 석고상

폭군 암살자 하르모디우스와 아리스토게이톤의 조각상 ( 고대 그리스어: Ἁρμόδιος καὶ Ἀριστογείτων, Harmodios, Aristogeitōn, 영어: sculptural pairing of the tyrannicides Harmodius and Aristogeiton)은 고대 그리스 아테네의 연인 하르모디우스와 아리스토게이톤을 묘사한 청동상이다. 기원전 514년 아테네 민주주의의 길을 열기 위해 대담한 행동에 나섰던 아테네의 영웅을 기리는 동상이다. 원래 두가지 본이 있었으나 모두 현존하지 않으며, 나중에 만들어진 것은 고대 로마 시대에 대리석상 복제본으로 제작되어 전해지고 있다.

## 역사
하르모디우스와 아리스토게이돈의 청동상은 아테네 민주주의가 확립된 것을 기념하여 조각가 안테노르에게 제작을 의뢰하여, 아테네의 아고라에 처음 세워졌다. 그러나 이 청동상은 페르시아 전쟁이 발발하고 480년 아테네를 점령한 페르시아군이 약탈하여 페르시아 제국 수도 수사로 옮겨졌다. 이후 어느 시점에 다시 아테네로 반환되었는데, 이때 이것을 명령한 사람이 누구인지는 의견이 분분하다. 헬레니즘 제국 시기 역사학자였던 아리아누스는 알렉산더 대왕이, 고대 로마의 역사학자인 발레리우스 막시무스는 셀레우코스 1세가 반환을 명령했다고 기록한 한편, 지리학자 파우사니아스는 아테네를 점령했던 안티오코스 4세 본인이 도로 갖다놓았다고 기록하고 있다. 다만 어찌 되었든 아테네 반환 이후 청동상에 관한 기록은 남아있지 않고, 지금은 동상 자체도 전해지지 않고 있다.
아테네 시민들은 페르시아군이 약탈해간 청동상을 대신하기 위해 크리토스와 네시오테스에게 새 조각상을 제작해 달라고 부탁하였다. 파로스섬에서 발견된 파로스 연대기에는 크리토스와 네시오테스의 청동상이 기원전 477년~476년에 세워졌다는 기록이 있다. 이들 동상은 서기 2세기경에도 아테네 아고라에 나란히 서 있었다고 파우사니아스는 전한다. 크리토스와 네시오테스의 원본 동상 역시 사라졌지만, 흔적 자체가 사라진 안테노르의 동상과는 달리 헬레니즘 시대와 고대 로마 시대에 대리석으로 널리 복제된 것이 지금도 전해지고 있다. 이 가운데 가장 상태가 온전한 조각상이 이탈리아 로마의 빌라 아드리아나에서 출토되어, 현재 나폴리의 국립 고고학 박물관에 소장되어 있다.

## 상세
나폴리에 소장된 대리석 복제상은 후기 고졸기 엄격양식 (Severe style)을 따른 원본 청동상을 고대 로마 시대에 이르러 신아티카 양식으로 부활시킨 것으로, 이상화된 두 영웅의 전신을 묘사하고 있다. 깔끔 면도한 하르모디우스는 오른손을 높이 치켜든 채 앞쪽 방면으로 칼을 찌르고 있고 왼손에는 또다른 검을 들고 있다. 아리스토게이톤도 왼쪽 어깨에 클라미스 (망토)를 두른 채 함께 검을 휘두르는 모습이다. 두 사람이 지니고 있는 네 자루의 검은 전부 칼날이 소실되고 손잡이만 남은 모습이다. 아리스토게이톤의 머리와 왼손, 오른팔 부분은 원본의 것이 아닌 복원된 것이다.
나폴리 소장본 외에도 미국 메트로폴리탄 미술관에서 소장하고 있는 하르모디우스의 대리석 두상이 남아 있는데 살짝 풍화된 상태이며, 머리 윗쪽 부분에 다른 조각부의 받침대가 남아 있는 모습이다. 기셀라 리히터는 이를 두고 하르모디우스의 오른팔이 뒤쪽으로 손을 뻗어 아래쪽으로 검을 휘둘러 베는 자세로 복원하였다.

## 관련 문헌
- Taylor, Michael W. The Tyrant Slayers: The Heroic Image in Fifth Century B.C. Athenian Art and Politics 2nd ed. 1991.
- Sture Brunnsåker, The Tyrant-Slayers of Kritios and Nesiotes. A critical study of the sources and restorations (Skrifter utgivna av Svenska institutet i Athen, 4°, 17), Stockholm 1971. ISBN 978-91-85086-00-9ISBN 978-91-85086-00-9. ISBN 91-85086-00-2ISBN 91-85086-00-2. See record at WorldCat: http://www.worldcat.org/oclc/715118964
- Stewart, Andrew; Frischer, Bernard; Abdelaziz, Mohamed (2022). “Fear and Loathing in the Hellenistic Agora: Antenor's Tyrannicides Return”. 《Hesperia: The Journal of the American School of Classical Studies at Athens》 91 (2): 311–350. doi:10.2972/hesperia.91.2.0311. ISSN 1553-5622. S2CID 252017040.